# Naravelia
Naravelia – rodzaj roślin należący do rodziny jaskrowatych. Obejmuje ok. 9 gatunków występujących w południowej i południowo-wschodniej Azji.

## Morfologia
Drewniejące pnącze. Liście pierzasto złożone o całobrzegich listkach i tępych wierzchołkach. Para listków dolnych wykształcona jest normalnie, podczas gdy górne trzy listki przekształcone są w wąsy czepne. Kwiatostan wiechowaty szczytowy lub wyrasta z kątów liści. Okwiat w dwóch okółkach, w zewnętrznym 4 listki, w wewnętrznym 8-12, wąskich. Pręciki liczne. Słupki owłosione z trwałymi szyjkami. 

## Systematyka
Pozycja według APweb (aktualizowany system APG III z 2009)
Rodzaj z plemienia Anemoneae z podrodziny Ranunculoideae w obrębie rodziny jaskrowatych (Ranunculaceae) z rzędu jaskrowców (Ranunculales), należących do kladu dwuliściennych właściwych (eudicots). Czasem włączany do rodzaju powojnik (Clematis). Wyniki badań molekularnych świadczą o tym, że rodzaj zagnieżdżony jest w obrębie rodzaju Clematis.
Wykaz gatunków o nazwach zaakceptowanych według baz taksonomicznych
- Naravelia pilulifera Hance
- Naravelia zeylanica (L.) DC.